# Uitgeverij Vleugels
Uitgeverij Vleugels is een Nederlandse literaire uitgeverij gevestigd in het Zuid-Hollandse Bleiswijk die werd opgericht door uitgever en typograaf Marc Vleugels in 2012. Zij is een voortzetting van uitgeverij Studio 3005.

## Profiel
De uitgeverij richt zich hoofdzakelijk op Nederlandse vertalingen van internationaal gerenommeerde schrijvers en dichters uit heden en verleden, al dan niet in bibliofiele edities. De focus ligt op Franstalige auteurs als Marguerite Duras, Paul Valéry, Guillaume Apollinaire, Simone de Beauvoir, André Gide, Yves Bonnefoy, Caroline Lamarche en Pauline Peyrade. Ook niet-Franstalige auteurs als Thomas Bernhard, W.B. Yeats, Ariana Harwicz en Samuel Beckett verschenen in vertaling bij Vleugels. Voorts publiceert de uitgeverij ook werk van hedendaagse Nederlandstalige auteurs als Rozalie Hirs, Erik Menkveld. Willem Thies en Kreek Daey Ouwens.
Bekende vertalers die voor de uitgeverij werken zijn onder meer Maarten Elzinga, Kiki Coumans, Ria van Hengel, Katelijne De Vuyst en Paul Claes.

## Literaire nominaties
Meerdere van haar auteurs en vertalers werden genomineerd voor literaire prijzen, zoals de J.C. Bloem-poëzieprijs en de Europese Literatuurprijs. Maarten Elzinga won met zijn vertaling van René Daumal de Dr. Elly Jaffé Prijs 2021. Rozalie Hirs won met haar dichtbundel ecologica de Jan Campert-prijs 2023. 